# Saccharum sinense
Saccharum sinense o Saccharum × sinense, sinónimo Saccharum × barberi, es una caña de azúcar, es una especie de hierba (Poaceae) de fuerte crecimiento en el género Saccharum. Se cultivó originalmente en Guangzhou, China y del norte de la India, donde todavía se cultiva comúnmente. Existe una serie de clones que a menudo se incluyen en la especie Saccharum officinarum como el grupo Pansahi. El miembro más notable de los cuales es la variedad de caña Uba. Es una planta perenne que crece en matas erectas que pueden alcanzar hasta 1,5 a 5 metros de altura y tienen una caña roja con un diámetro de 15 a 30 mm.
Saccharum sinense fue descrita y nombrada por William Roxburgh en 1815. Tiene hojas simples alternas, lineares, enteras y tienen nervadura paralela. Produce flores dispuestas en panículas de noviembre a marzo, que producen cariopsis. Prefieren una situación soleada en un suelo moderadamente húmedo. El sustrato debe ser franco arenoso. Toleran temperaturas de hasta -7 °C.

## Origen
El segundo centro de domesticación de la caña de azúcar es el sur de China continental y Taiwán, donde la S. sinense era un cultivo principal de los pueblos austronesios. Las palabras para caña de azúcar existen en las lenguas protoaustronesias de Taiwán, reconstruidas como *təbuS o **CebuS, que se convirtió en *tebuh en proto-malayo-polinesio. Fue uno de los principales cultivos originales de los pueblos austronesios desde al menos 5500 a. C. La introducción del S. officinarum más dulce puede haberlo reemplazado gradualmente en toda su área de cultivo en la isla del sudeste asiático.
Desde la isla del sudeste asiático, los viajeros austronesios extendieron la S. officinarum hacia el este en Polinesia y Micronesia como una planta de canoa alrededor de 3500 a. C. También se extendió hacia el oeste y el norte alrededor de 3000 a. C. a China e India por comerciantes austronesios, donde se hibrida aún más con Saccharum sinense. Desde allí se extendió más hacia el oeste de Eurasia y el Mediterráneo.

## Cultivo

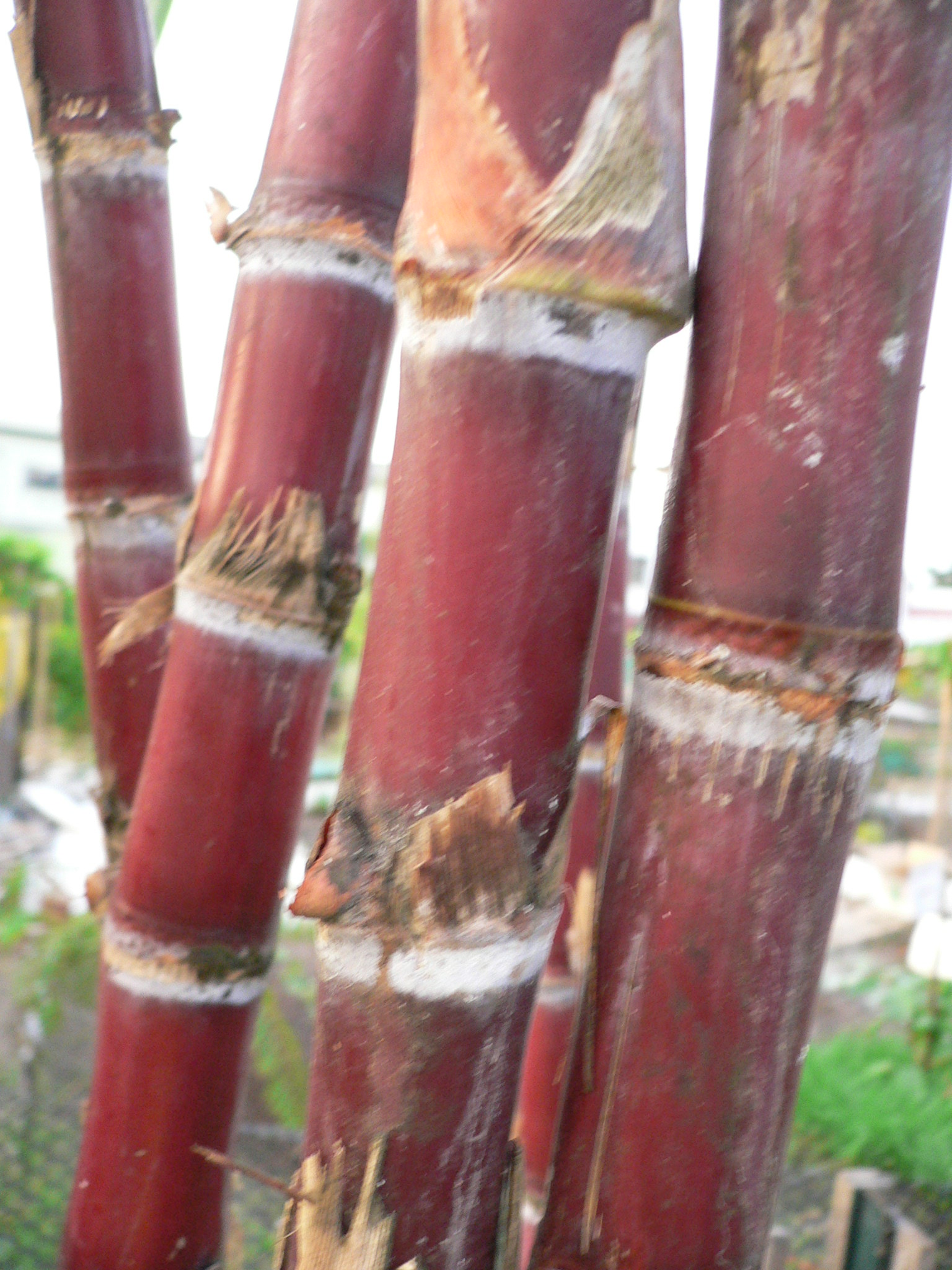
Cerrar fotografía de la caña de color rojo de S. sinense.

Esta variedad de caña de azúcar se destaca por ser más resistente que otras variedades, además de estar mejor adaptada a suelos pobres y condiciones secas. Tiende a ser más frondoso, con bastones delgados de color rojo relativamente duros. La planta crece mejor en temperaturas que oscilan entre 20 °C y 32 °C, pero es capaz de tolerar rangos de 12 °C – 38 °C y periodos muy cortos de heladas ligeras. La planta crece mejor en suelos bien drenados con un rango de pH de 5 a 6.
La planta todavía se cultiva ampliamente en las regiones de Anhui, Fujian, Guangdong, Guangxi, Guizhou, Hainan, Henan, Hubei, Hunan, Jiangxi, Shaanxi, Sichuan, Taiwán, Yunnan y Zhejiang de China.

## Ejemplares y clones
Se enviaron especímenes de esta caña a Calcuta, India en 1796 desde donde se enviaron especímenes a Durban, Sudáfrica para ayudar a establecer la industria azucarera allí. Los especímenes de Durban se enviaron a Mauricio a fines del siglo XIX, donde adoptaron el nombre de Uba debido a que llegaron en una caja empapada de agua que había lavado la redacción original de las cajas "Durban" y dejando solo las letras "uba". El cultivo de la variedad Uba más pesada, pero menos valiosa (debido a su menor contenido de sacarosa) en Mauricio fue fundamental en los acontecimientos que condujeron a los disturbios de Uba de 1937.
El clon Tekcha fue cultivado en Taiwán. Se han utilizado clones de S. sinense en varios programas de mejoramiento que han producido muchas variedades de cañas de azúcar modernas.